# 井山敬介
井山 敬介（いやま けいすけ、1978年6月28日 - ）は日本の男性プロスキーヤー。北海道富良野市出身。全日本ナショナルデモンストレーター認定7期（2006-2020）。ばんけいスキー学校所属。

## 経歴
札幌第一高等学校在学中からナショナルチームに入る。1996年には米国Breckenridgeの回転にてFISワールドカップに出場する。
2000年より技術選に参戦。2007年・2008年に2連覇、2014年には3度目の優勝を果たす。
2007年10月にはスキー仲間の丸山貴雄、柏木義之、吉岡大輔らとニュージーランドを舞台に業界20年ぶりとなるスキー映画「4ce Cut the Wind」を製作、出演。目黒にて上映会開催。
長年友人であるプロスキーヤー児玉毅らと、札幌近辺の学校でスキーと雪の魅力を伝える出前授業雪育を開いたり、2015-2016年シーズンには、自ら企画・出演したLOVE SKI HOKKAIDOをテレビ北海道で放映したりと、スノースポーツの振興にも力を注いでいる。

## 契約メーカー
●スキー　　　　　　サロモン

●スキーブーツ　　　サロモン

●ウエアー　　　　　ミズノ

2020年からスキーとブーツの契約がサロモンになった。

## 戦績

### 全日本スキー技術選手権大会
- 2000年　第37回 全日本スキー技術選手権大会　50位
- 2001年　第38回 全日本スキー技術選手権大会　32位
- 2002年　第39回 全日本スキー技術選手権大会　21位
- 2003年　第40回 全日本スキー技術選手権大会　19位
- 2004年　第41回 全日本スキー技術選手権大会　17位
- 2005年　第42回 全日本スキー技術選手権大会　9位
- 2006年　第43回 全日本スキー技術選手権大会　4位
- 2007年　第44回 全日本スキー技術選手権大会　優勝
- 2008年　第45回 全日本スキー技術選手権大会　優勝
- 2009年　第46回 全日本スキー技術選手権大会　準優勝
- 2010年　第47回 全日本スキー技術選手権大会　4位
- 2011年　第48回 全日本スキー技術選手権大会　準優勝
- 2012年　第49回 全日本スキー技術選手権大会　5位
- 2013年　第50回 全日本スキー技術選手権大会　7位
- 2014年　第51回 全日本スキー技術選手権大会　優勝
- 2015年　第52回 全日本スキー技術選手権大会　3位
- 2016年　第53回 全日本スキー技術選手権大会　5位
- 2017年　第54回 全日本スキー技術選手権大会　準優勝
- 2018年　第55回 全日本スキー技術選手権大会　3位
- 2019年　第56回 全日本スキー技術選手権大会　3位
- 2021年　第58回 全日本スキー技術選手権大会　3位